# Таловское
Таловское — село в  Шербакульском районе Омской области России. Входит в состав Славянского сельского поселения. Население 954 чел. (2010) .

## История
В соответствии с Законом Омской области от 30 июля 2004 года № 548-ОЗ «О границах и статусе муниципальных образований Омской области» село возглавило образованное муниципальное образование «Славянское сельское поселение».

## География
Таловское находится  в юго-западной части Омской области, в пределах Ишимской равнины, являющейся частью Западно-Сибирской равнины .
Абсолютная высота — 113 м. над уровнем моря.

## Население
| 2010 |
| ---- |
| 954  |

Гендерный состав
По данным Всероссийской переписи населения 2010 года в гендерной структуре населения из 954 человек мужчин — 471, женщин — 483	(49,4 и 50,6 % соответственно)
Национальный состав
Согласно результатам переписи 2002 года, в национальной структуре населения русские составляли 46 %, казахи	30 %  от общей численности населения в 969 чел..

## Инфраструктура
Администрация поселения.

## Транспорт
Подъездная автодорога "Шербакуль - Солнцево" - Таловское (идентификационный номер 52 ОП МЗ Н-599) длиной 14,427 км.
Просёлочные дороги. 